# Sollerup
Sollerup es un municipio situado en el distrito de Schleswig-Flensburgo, en el estado federado de Schleswig-Holstein (Alemania). Tiene una población estimada, a finales de 2020, de 485 habitantes.
Está ubicado al noreste del estado, cerca de las ciudades de Flensburgo y Kappeln, del fiordo Schlei, de la costa del mar Báltico y de la frontera con Dinamarca.
Forma parte de la mancomunidad (en alemán, amt) de Eggebek.